# Raiffeisenbank Trostberg-Traunreut
Die Raiffeisenbank Trostberg-Traunreut eG war eine Genossenschaftsbank mit Sitz in Traunreut (Bayern). Ihr Geschäftsgebiet umfasste große Teile des Landkreises Traunstein. Die Bank bot für Privatkunden und Firmenkunden sowohl Finanzleistungen als auch Versicherungsdienstleistungen an. Neben dem klassischen Bankgeschäft betrieb die Bank eine Immobilien-Vermittlung sowie eine Hausverwaltung.

## Geschichte
Die Ursprünge der Bank gehen auf das Jahr 1894 zurück, als die Spar- und Darlehenskasse Traunwalchen eGmuH durch Pfarrer Lohr mit 54 Mitgliedern gegründet wurde. Von 1976 an erfolgten vier Fusionen mit Nachbargenossenschaften zur Raiffeisenbank Trostberg-Traunreut eG. Außerdem erfolgte im Jahr 2011 die Gründung der Raiffeisen-Beteiligung Trostberg-Traunreut GmbH (Windkraft). Im Jahr 2013 folgten die PEBT-GmbH und 2015 die Obra GmbH.
Im Jahre 2017 wurde die Bank mit der VR meine Raiffeisenbank eG, Altötting, verschmolzen.

## Gesellschaftliches Engagement
Die Bank förderte kulturelle, sportliche und soziale Organisationen und Veranstaltungen sowie Schulen und Vereine im Geschäftsgebiet. Im Jahr 2014 belief sich das Spendenvolumen auf insgesamt ca. 60.000 Euro.